# Velero Omega
El Omega (nombrado como Drumcliff hasta 1898) fue un barco velero de cuatro mástiles, con casco de acero construido en Greenock, Escocia que fue botado a inicios de 1887.
Era un bello buque de carga a vela que se utilizaba para transportar el petróleo, el guano, el nitrato, el trigo y otros bienes. En 1957 el Omega se convirtió en el último transporte de carga de vela en el mundo, su hundimiento en 1958 fue el último hundimiento de un gran velero.

## Historia

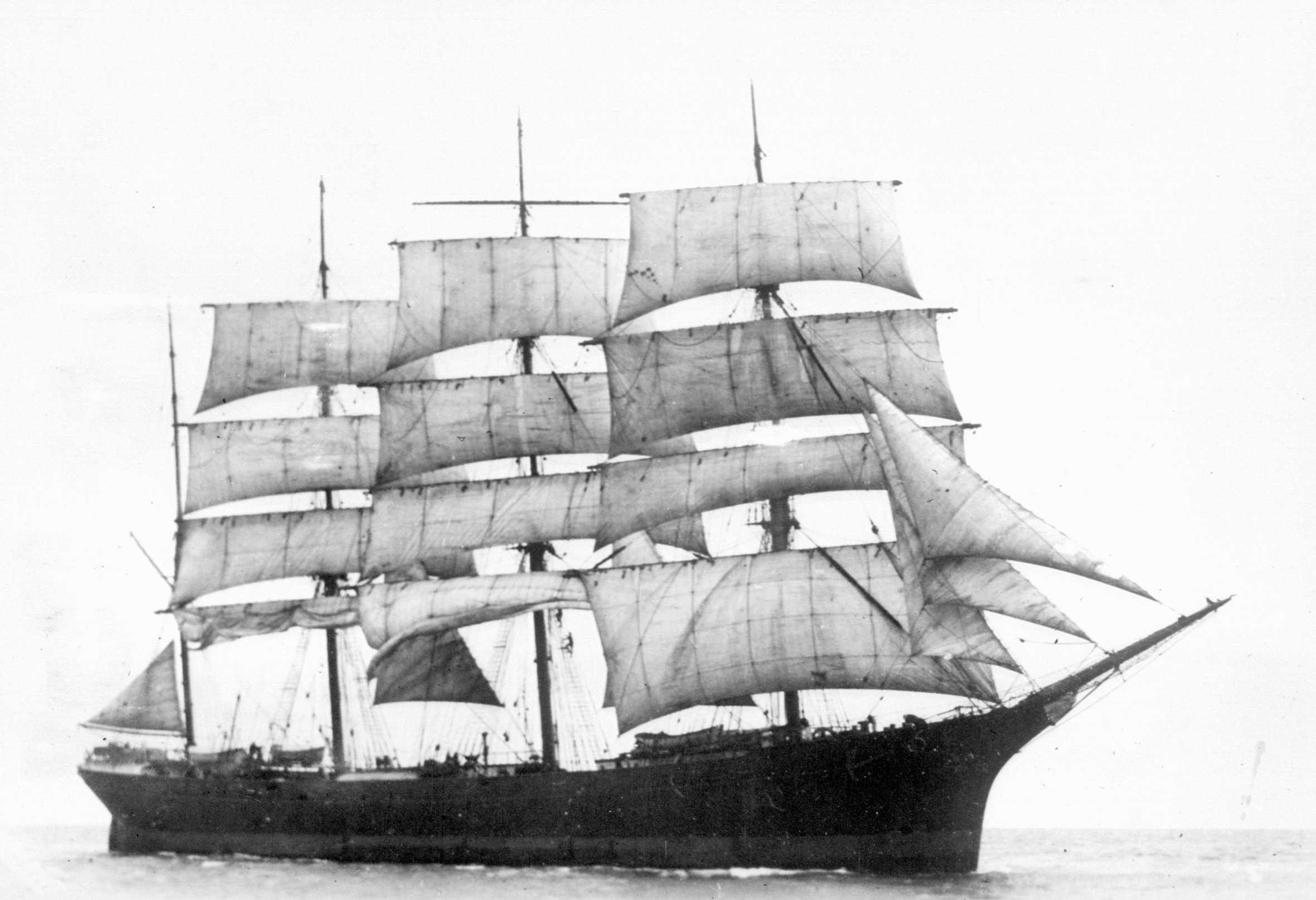
El Omega navegando a vela.

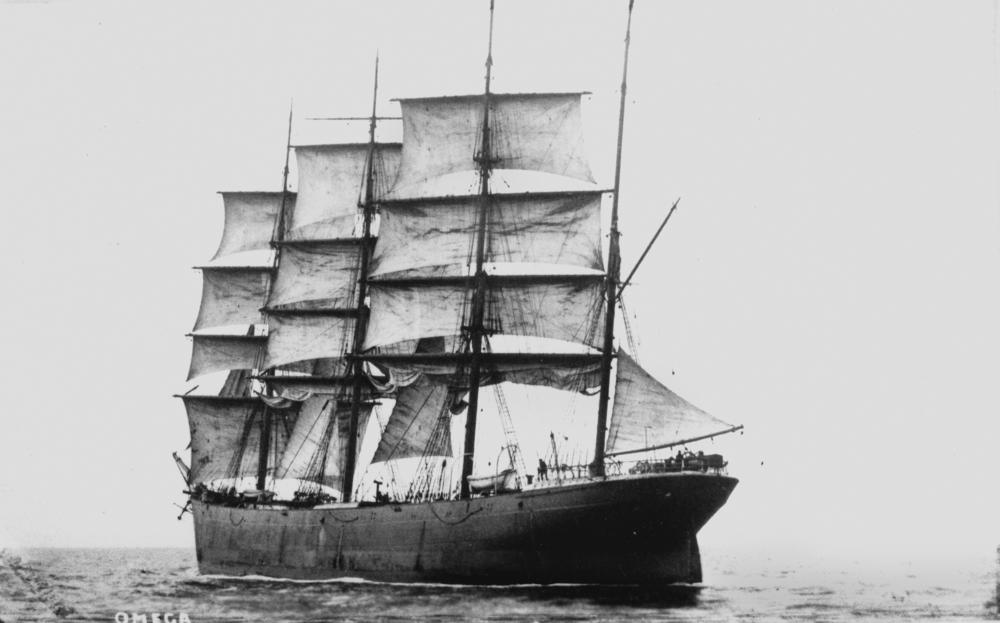
El Omega en fecha desconocida.

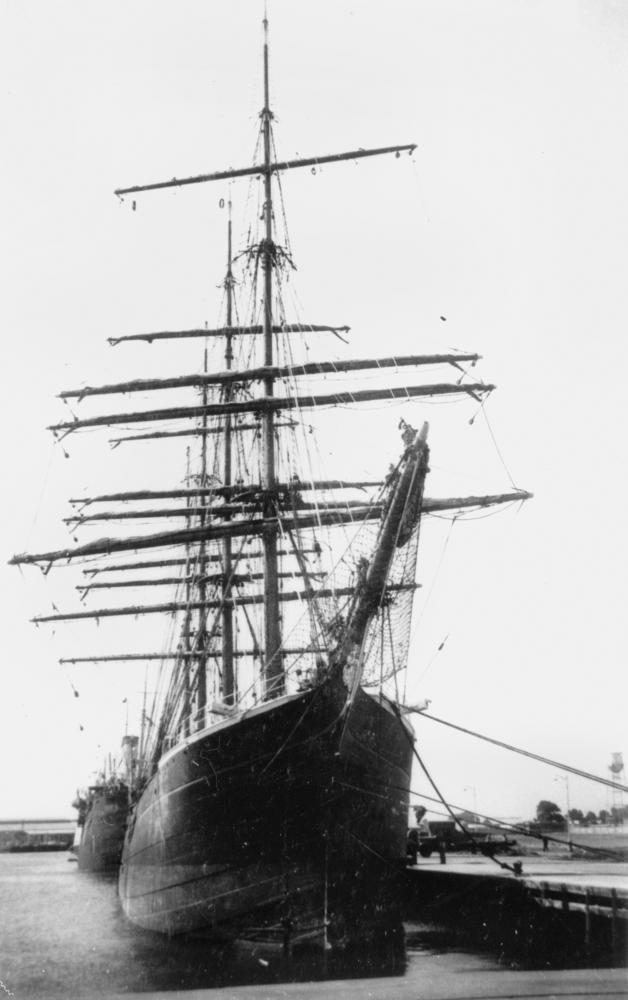
Vista de proa del Omega.

El Drumcliff fue construido en el astillero de J. Russell & Co. en Greenock, Escocia, por Gillison y Chadwick, Liverpool, Inglaterra. Después de su lanzamiento en el año 1887 fue puesta bajo el mando del capitán H. Davies.

### Servicio Alemán
El 28 de julio de 1898, el Drumcliff fue vendido a la hamburguesa Reederei A.G., que lo renombró como Omega. A partir de 1898 hasta 1905 zarpó al mando del capitán H. Krause, que estaba al mando de su primer gran viaje alrededor del mundo. En 1898 dejó el sur de Inglaterra para ir a Adelaida, Australia. Al año siguiente viajó a Newcastle, Australia, parando en los puertos chilenos de 
Tocopilla  e Iquique, antes de volver.
A partir de 1906 hasta 1907 zarpó al mando del capitán M. Ratzsch, seguido por el capitán A. Schellhas a partir de 1908 hasta 1910. Bajo su mando el barco también hizo largos pasajes entre Europa, América del Sur (Pisagua y Tocopilla en Chile), África (Port Nolloth en Sudáfrica) y Australia (Newcastle). Desde 1910 hasta 1912, al mando del capitán G. Oellrich, navegó a los puertos de la costa oeste de los EE. UU. (San Diego, Portland, Oregón), en Europa (Hamburgo, Róterdam), Australia (Sídney, Newcastle), y América del Sur (Chile). A partir de 1913 hasta 1914 el capitán P. Hammer asumió el mando.

### Servicio en la Armada Peruana
Durante la Primera Guerra Mundial, el barco fue internado en el Perú en 1917. A partir de 1918 el Omega fue usado por la Armada peruana como un buque escuela de vela.
En 1920, el Omega fue dado al Perú como reparación de guerra, y en 1926 fue trasladada a la Compañía Administradora del Guano en el Callao, Perú. A partir de entonces, se utilizó el buque para el transporte de guano de las islas periféricas a la parte continental del Perú.
A lo largo de las décadas siguientes, como todos los grandes barcos de vela fueron retirados gradualmente del servicio, a raíz del hundimiento del Pamir y el final del servicio del Passat, el Omega se mantuvo.
Los únicos barcos comerciales de velas que aún operaban en cualquier parte del mundo, en el año 1953, fueron las barcas peruanas de guano: las de tres mástiles, Tellus y Maipo, y la de cuatro, el Omega.
En 1957 el Omega se convirtió en el último transporte de carga en el mundo con sus características.

### Hundimiento
El 26 de junio de 1958, el Omega se embarcó en un viaje de las Islas Pachacámac a Huacho, en la región de Lima, a lo largo de la costa peruana, con una carga de 3000 toneladas de guano, de pronto apareció una fuga, se inundó el hermoso velero y se fue a pique rápidamente. Fue el último hundimiento de un velero grande en un viaje de transporte de carga en el mundo.
El último capitán del Omega era el capitán Juan Aníbal Escobar Hurtado, de la ciudad del Callao, que fue acusado de hundir la Omega, por lo tanto, le suspendieron su licencia y de sus funciones. El Capt. Escobar Hurtado pagó un grupo de buzos para fotografiar y traer la prueba, que más tarde fue presentado como evidencia, de que el Omega se hundió debido a la edad y la falta de mantenimiento y no debido a una mala maniobra; El capitán Juan Aníbal Escobar Hurtado no se libró de la acusación a pesar de las pruebas a su favor y murió seis años después que la Omega se hundió.
Fue el fin de una leyenda, Adiós Omega. No existe sobreviviente conocido en la actualidad que haya sido parte de su tripulación.